# Universitat Yamagata
La Universitat Yamagata (山形大学Yamagata daigaku) és una universitat nacional situada a les ciutats japoneses de Yamagata, Yonezawa i Tsuruoka, a la prefectura de Yamagata.
La universitat es va establir el 1949, però el seu origen es remunta a l'Escola Normal de Yamagata (山形師範学校 Yamagata Shihan Gakkō), una institució pública de formació de professors, fundada el 1878 a la ciutat de Yamagata. La universitat també té altres arrels: l'Escola Tècnica Superior de Yonezawa (米沢高等工業学校 Yonezawa Kōtō Kōgyō Gakkō) fundada el 1910 a la ciutat de Yonezawa, l'Escola Superior de Yamagata (山形高等学校Yamagata Kōtō Gakkō) fundada el 1920 a la ciutat de Yamagata, la Yamagata Youth Normal School (山形青年師範学校 Yamagata Seinen Shihan Gakkō) fundada el 1922 a la ciutat de Yamagata i el Col·legi Agrícola Prefectural de Yamagata (山形県立農林専門学校 Yamagata Kenritsu Nōrin Senmon Gakkō) fundat el 1947 a la ciutat de Tsuruoka.
La Universitat Yamagata és la segona universitat més gran de la regió de Tōhoku. Té sis facultats i uns 10.000 estudiants en quatre campus, i també un subcamp addicional en el qual s'administren les escoles de la Universitat K-9.
A finals del 2019, uns científics japonesos de la Universitat Yamagata van identificar a les Línies de Nazca i els seus voltants (Perú) 142 nous geoglifs, d'entre els anys 100 a.C. i 300 d.C, que van sumar-se a la cinquantena de figures descobertes feia poc més d'un any. Els experts japonesos van emprar imatges d'alta resolució i intel·ligència artificial per tal d'identificar els geoglifs, que presenten formes humanes, plantes i animals. Els científics van recalcar la urgència d'accelerar el procés de protecció de la zona, ja que les àrees urbanes en expansió l'envaeixen i afecten a la seva preservació.